# Цуґітані Сьодзо
Сьодзо Цуґітані (яп. 継谷 昌三, нар. 25 червня 1940) — японський футболіст, що грав на позиції півзахисника.
Виступав за клуб «Міцубісі Хеві Індустріс», а також національну збірну Японії.

## Клубна кар'єра
У дорослому футболі дебютував 1963 року виступами за команду клубу «Міцубісі Хеві Індустріс», кольори якої і захищав протягом усієї своєї кар'єри гравця, що тривала п'ять років. У складі «Міцубісі Хеві Індустріс» був одним з головних бомбардирів команди, маючи середню результативність на рівні 0,4 голу за гру першості.

## Виступи за збірну
У 1961 році дебютував в офіційних матчах у складі національної збірної Японії. Протягом кар'єри у національній команді, яка тривала 5 років, провів у формі головної команди країни 12 матчів, забивши 4 голи.

## Статистика виступів

### Статистика клубних виступів
| Сезон | Команда                   | Чемпіонат | Чемпіонат | Чемпіонат |
| Сезон | Команда                   | Ліга      | Ігор      | Голів     |
| ----- | ------------------------- | --------- | --------- | --------- |
| 1965  | «Міцубісі Хеві Індустріс» | JSL       | ?         | 7         |
| 1966  | «Міцубісі Хеві Індустріс» | JSL       | ?         | 1         |
| 1967  | «Міцубісі Хеві Індустріс» | JSL       | ?         | 8         |
|       | Усього                    |           | 40        | 16        |

### Статистика виступів у національній збірній
| Збірна Японії | Збірна Японії | Збірна Японії |
| Роки          | Ігри          | голи          |
| ------------- | ------------- | ------------- |
| 1961          | 2             | 0             |
| 1962          | 2             | 0             |
| 1963          | 5             | 4             |
| 1964          | 1             | 0             |
| 1965          | 2             | 0             |
| Усього        | 12            | 4             |